# Air Mandalay
Air Mandalay (бірм. အဲမန္တလေးအဲမန္တလေး) — колишня регіональна авіакомпанія М'янми зі штаб-квартирою в Янгоні, що працювала у галузі регулярних пасажирських перевезень на внутрішніх маршрутах і виконує чартерні рейси за міжнародними напрямками. Портом приписки авіакомпанії і її головним транзитним вузлом (хабом) є міжнародний аеропорт Янгон.
У грудні 2014 року в зв'язку з непередбаченими обставинами з ліцензування імпортних послуг авіакомпанія зупиняла регулярні перевезення, з цих же причин був затриманий лізинг нових реактивних літаків Embraer ERJ 145. У квітні наступного року питання були врегульовані, компанія отримала лайнери і відновила чартерні, а потім і регулярні польоти.
Припинила свою діяльність 4 вересня 2018

## Історія
Авіакомпанія була заснована 6 жовтня 1994 року, ставши першим авіаперевізником Бірми регіонального класу, і почала операційну діяльність 18 жовтня того ж року з виконання регулярних рейсів Янгон-Мандалай. Компанія була утворена як спільне підприємство сінгапурським холдингом Air Mandalay Ltd. (51 %) та іншою авіакомпанією країни Myanma Airways (49 %).
27 серпня 1995 року Air Mandalay запустила свій перший міжнародний рейс Янгон-Чіангмай (Таїланд).

## Маршрутна мережа

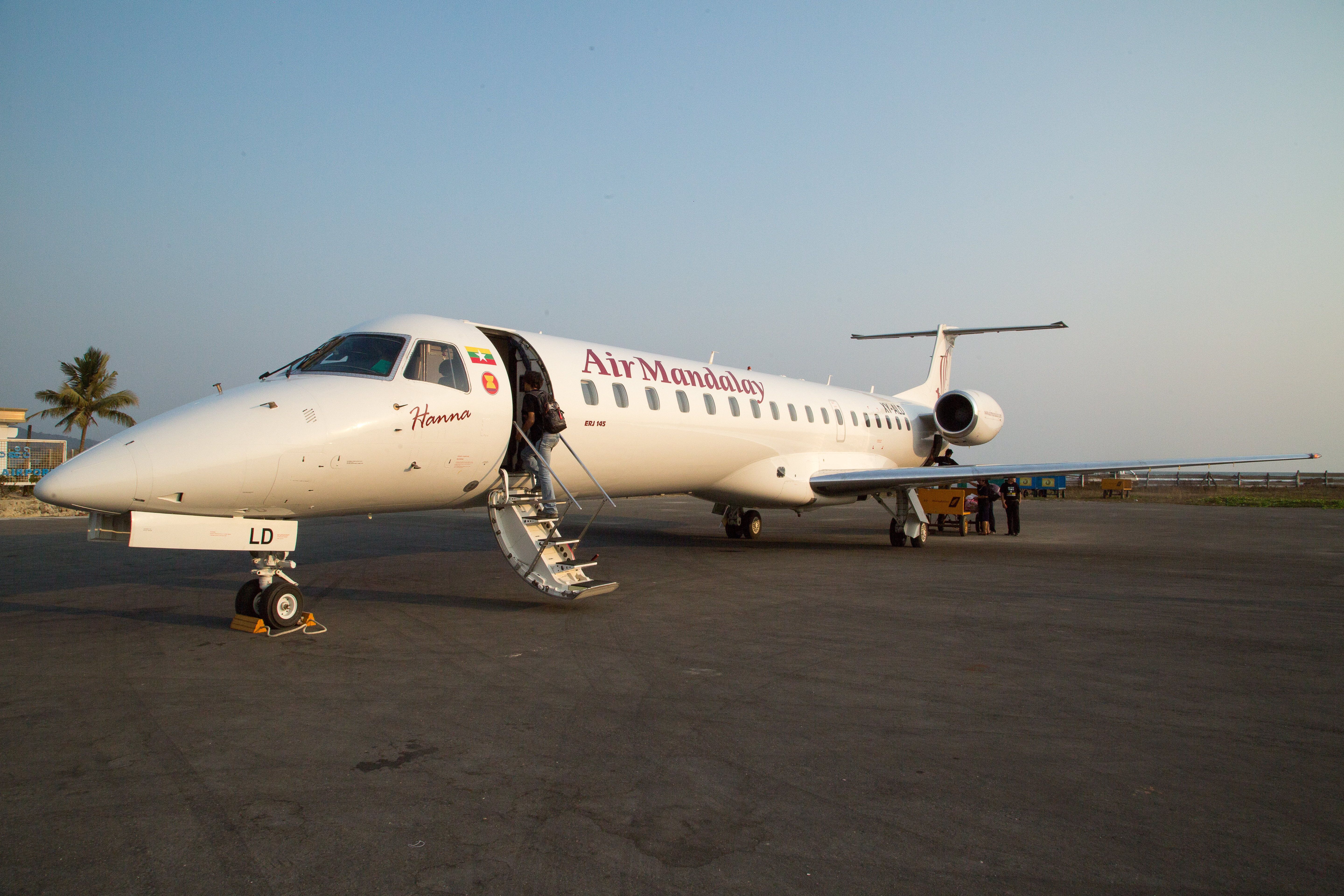
ERJ145 авіакомпанії Air Mandalay

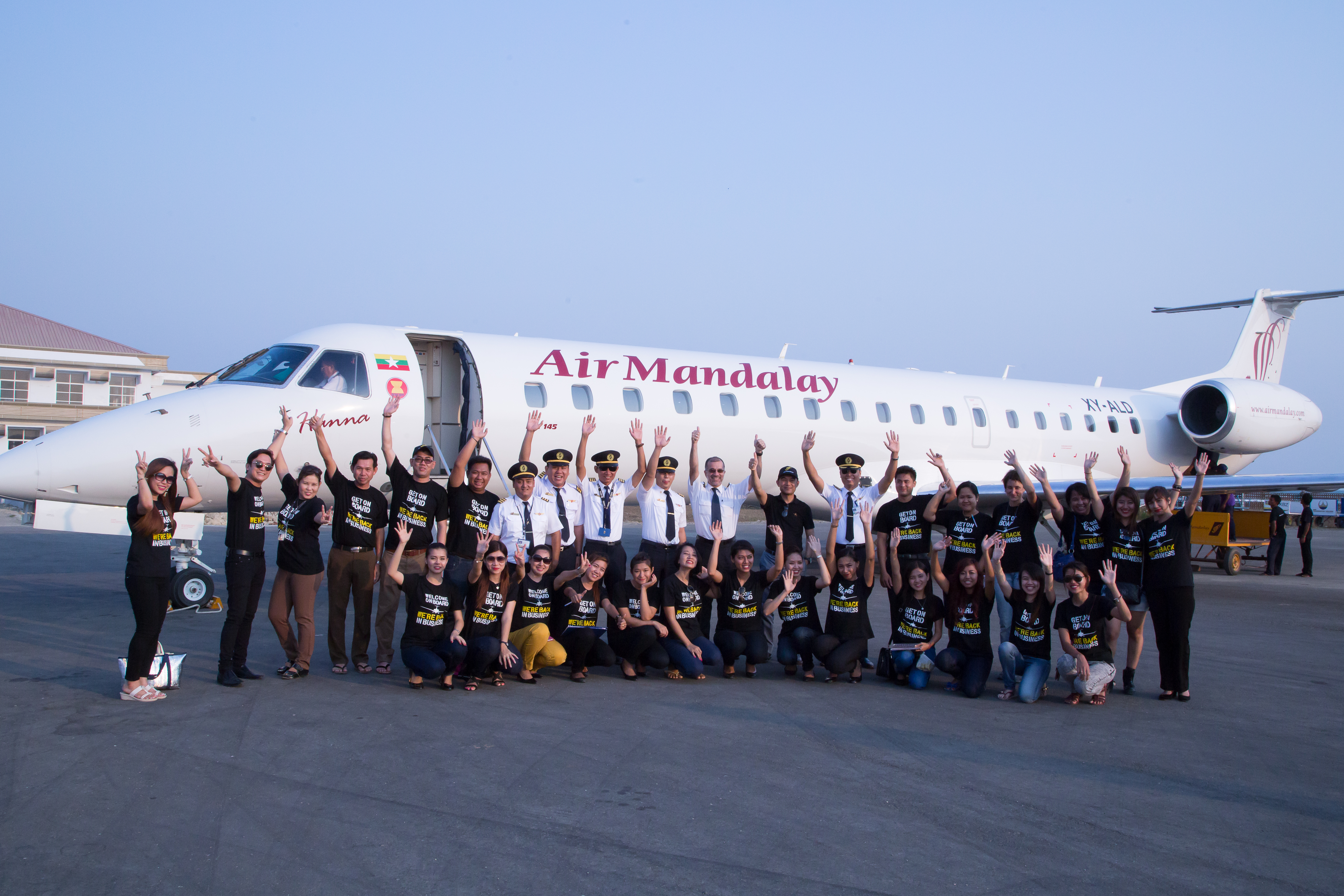
ERJ145 з екіпажем авіакомпанії Air Mandalay в аеропорту Тандуе

У квітні 2011 року маршрутна мережа авіакомпанії Air Mandalay охоплювала наступні пункти призначення:
 М'янма
- Баган — аеропорт Ніяунг-У
- Хайхо — аеропорт Хайхо
- Мандалай — міжнародний аеропорт Мандалай
- Тавой — аеропорт Тавой
- Кодаун — аеропорт Кодаун
- Сітуе — аеропорт Сітуе
- Тачхилуа — аеропорт Тачхілуа
- Тандуэ — аеропорт Тандуе
- Янгон — міжнародний аеропорт Янгон (хаб)
- Нейп'їдо — міжнародний аеропорт Нейп'їдо
- М'єй — аеропорт М'єй
- Мейтхіла — аеропорт Мейтхіла

 Таїланд
- Чіангмай — міжнародний аеропорт Чіангмай (чартери)

 Сінгапур
- Сінгапур — міжнародний аеропорт Чангі (чартери)

## Флот
У квітні 2016 року повітряний флот авіакомпанії Air Mandalay складали наступні літаки: